# Ян Лундгрен
Ян Лу́ндгрен (швед. Jan Lundgren, 22 березня 1966, Улофстрем, Блекінге, Швеція) — шведський джазовий піаніст, імпровізатор та композитор. Він є одним із найактивніших джазових піаністів, який бере участь у 70 — 80 концертах за рік, з яких трохи менше половини — за кордоном.

## Біографія
Ян Лундгрен виростав у Роннебю на півдні Швеції. Він почав серйозно вчитися вже у віці 5 років — це були уроки гри на фортепіано та гри в теніс. У підлітковому віці він подавав надію, що можливо стане або другим Адольфом Віклюндом, або новим Б'єрном Боргом. Врешті-решт він обрав музику, в 1986 році переїхав до Мальме, де навчався в Музичній академії, яку закінчив у 1991 році, а згодом став її викладачем. Ще під час навчання в академії почав грати джаз і незабаром він грав із усіма найвідомішими джазовими музикантами Швеції. Крім того він зразу також регулярно їздив до США (і їздить донині), щоб працювати з такими легендарними музикантами, як Бенні Голсон або Джонні Гріффін.
З початку 90-х років Лундгрен грав як у студії, так і на концертах із провідними музикантами Швеції, такими як — Ден Берглунд (Dan Berglund), Повел Рамель (Povel Ramel), Путте Вікман (Putte Wickman), Бенган Янсон (Bengan Janson), Ясон Діакіте Jason Diakité), Пітер Асплунд (Peter Asplund), Моніка Цеттерлунд (Monica Zetterlund), Лілл Ліндфорс (Lill Lindfors), Арне Домнерус (Arne Domnerus), Жак Веруп (Jacques Werup), Горан Зельшер (Goran Söllscher), Перніла Август (Pernilla August), Георг Рідель (Georg Riedel), Геран Фрісторп (Göran Fristorp), Андерц Бергкранц (Anders Bergcrantz), Сільвія Вретаммар (Sylvia Vrethammar), Джодже Ваденіус (Jojje Wadenius), Бенгт Голберг (Bengt Hallberg), Ларс Даніельссон (Lars Danielsson), Гаяті Кафе (Hayati Kafe), Ларс Ерстранд (Lars Erstrand), Гакан Гарденбергер (Håkan Hardenberger), Міріам Аїда (Miriam Aida), Ульф Вакеній (Ulf Wakenius), Майкл Сакселл (Michael Saxell), Руна Густафссон (Rune Gustafsson), Нільс Ландгрен (Nils Landgren), Перніла Андерссон (Pernilla Andersson), Ганс Бакенрот (Hans Backenroth), ЛаГайлія Фрейзер (LaGaylia Frazier).
У 1994 році в Швеції вийшов дебютний альбом Лундгрена «Висновок» (Conclusion). Через рік він заснував «Тріо Яна Лундгрена» з однокурсниками Маттіасом Свенсоном (бас) і Расмусом Кільбергом (ударні). Їх альбом «Шведські стандарти» (Swedish Standards), що вийшов у 1997 році, мав величезний успіх і був перевиданий у 2009 році. У червні 2000 року завершенням гастрольного турне тріо був концерт у Карнегі-Холі в Нью-Йорку. Лундгрен став першим скандинавським джазовим піаністом, який виступив на його сцені.
Серед міжнародних музикантів, з якими співпрацював Лундгрен, — Джонні Гріффін, Марк Мерфі, Ерік Олександр, Рішар Гальяно, Паоло Фресу, Герб Геллер, Джо Лабарбера, Енді Мартін, Скотт Гамільтон, Арілд Андерсен, Піт Джоллі, Білл Перкінс, Пітер Вашингтон, Біллі Драммонд, Дебора Браун, Гаррі Аллен, Грегуар Марет, Кейсілі Норбі, Чак Берггофер, Том Воррінгтон, Пол Крейбіч, Дейв Карпентер, Конте Кандолі, Джейкоб Фішер, Лі Коніц, Джо Асьоне, Стейсі Кент, Чарлі Маріано, Юкка Перко, Мортен Лунд і Вольфганг Гафнер.

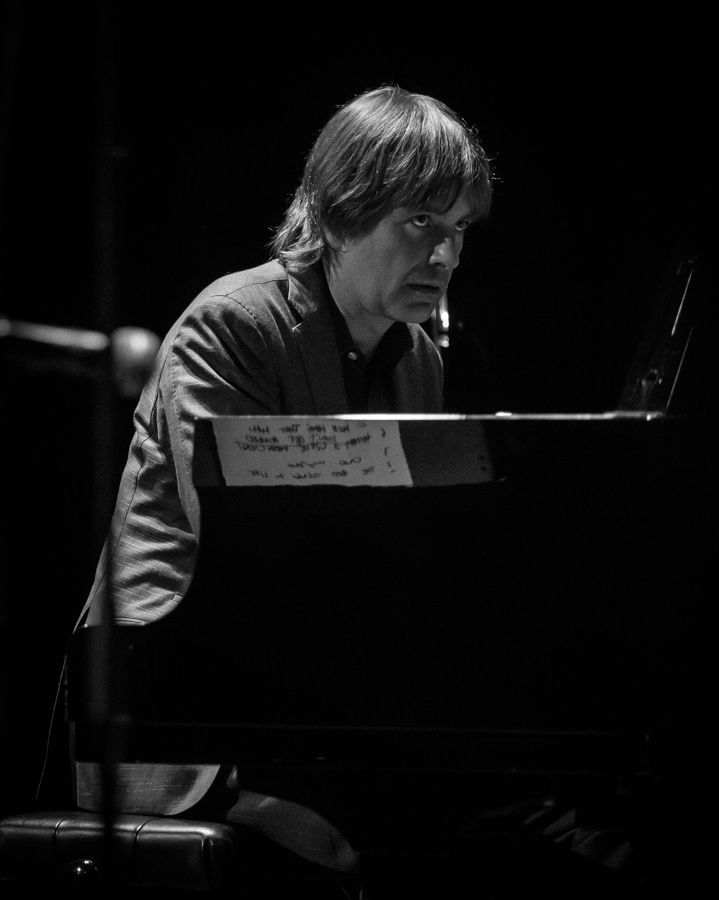
Ян Лундгрен. 2015

З 1994 року Лундгрен записав близько 50 дисків як керівник чи співавтор. Це на лейблах, включаючи ACT, Fresh Sound, Marshmallow, Sittel, Four Leaf Clover, Volenza, Alfa, Gemini та Bee Jazz. Деякі з особливо добре прийнятих і найпопулярніших альбомів Лундгрена включають запис Fresu-Galliano-Lundgren Mare Nostrum (ACT), 2007, який до 2014 року був проданий близько 50 000 примірників, та Again Again … At The Jazz Bakery (Fresh Sound), випущений в 2011 році, який був обраний критиками британського журналу Jazz Journal найкращою платівкою джазу цього року. Як джазовий музикант, Лундгрен брав участь у десятках інших записів у різних компаніях звукозапису.
У 2007 році Лундгрен став першим скандинавським джазовим піаністом бути призначеним міжнародним художником Steinway.
Останній альбом Тріо Лундгрена, записаний разом зі Свенссоном і Чершем, — «Квіти Сендая» («Bee Jazz»), випущений у квітні 2014 р. [6] У серпні 2014 року Лундгрен випустив свій другий сольний студійний альбом «All By Myself» (Fresh Sound), який являє собою збірник стандартів великої американської книги пісень. Критики Jazz Journal визнали найкращим новим випуском 2014 року альбом. [7] Останній реліз Лундгрена як керівника в січні 2016 року — це прямий запис з Маттіасом Свенсоном на басі та струнним квартетом Бонфігліолі Вебера, Концерт Ystad: Данина Яну Йонассону (ACT).
З 2005 року Лундгрен проживає на південному узбережжі Швеції, в Істаді.

## Істадський джазовий фестиваль
У 2010 році Ян Лундгрен разом з Томасом Ланцем заснував щорічний Істадський джазовий фестиваль (Швеція), який відбувається приблизно в перші вихідні дні серпня. Фестиваль, в якому він є художнім керівником, швидко став одним із провідних європейських джазових фестивалів.

## Ян Лундгрен в Україні
27 червня 2021 року Ян Лундгрен виступив на головній сцені Львівського джазового фестивалю Leopolis Jazz Fest 2021 з проєктом «Джаз зустрічає народну музику» (Jazz Meets Folk). Попередній виступ музиканта разом з Рішаром Гальяно на цьому ж фестивалі 27 червня 2017 року на жаль не відбувся через хворобу Яна Лундгрена.
У 2021 році музикант виступив у супроводі струнного квартету — скрипки, контрабаса, віолончелі та альта. На концерті прозвузали зокрема кілька композицій на теми українських народних пісень. У грі музикантів «поєдналися віртуозність, глибоке розуміння форм європейської класичної музики, народної музики, традиції американського джазу та імпровізації».